# جاتی تعلقو
جاتی تعلقو (به انگلیسی: Jati Taluka) یک منطقهٔ مسکونی در پاکستان است که در ناحیه سجاول واقع شده‌است.